# João Arruda (25 de Abril)
João Guilherme Rego Arruda (Ilha de São Miguel, 13 de janeiro de 1954 - Lisboa, 26 de abril de 1974) foi uma das vítimas mortais resultantes da Revolução de 25 de Abril de 1974.
Entrou com 9 anos para o Seminário Menor de Angra do Heroísmo, na ilha Terceira, e, com 18 anos, parte para Braga para estudar Filosofia na Universidade Católica com o objetivo de seguir o sacerdócio. É durante esse mesmo período que rompe com a vida religiosa e pede transferência para Lisboa.
No dia 25 de abril de 1974, ao tomar conhecimento do golpe militar, sai à rua para assistir o desenrolar dos acontecimentos. Ao início da noite, junta-se em frente à sede da Direção-Geral de Segurança, na rua António Mário Cardoso, a uma multidão de populares exigindo a ocupação do edifício e rendição da DGS. É neste ambiente que elementos da DGS disparam de forma indiscriminada sob a multidão, resultando na morte de quatro indivíduos, tendo sido João Arruda um deles.

## Referencias
1. ↑  «João Guilherme Rego Arruda». Museu do Aljube. Consultado em 27 de setembro de 2024